# Вільям Фісон
Вільям Фісон (англ. William Fison, 25 жовтня 1890 — 6 грудня 1964) — британський академічний веслувальник.
Срібний призер Олімпійських Ігор 1912 року в складі вісімки.